# Scotopteryx vicaria
Scotopteryx vicaria är en fjärilsart som beskrevs av Walker 1863. Scotopteryx vicaria ingår i släktet backmätare, och familjen mätare. Inga underarter finns listade.